# 1160年代
1160年代（せんひゃくろくじゅうねんだい）は、西暦（ユリウス暦）1160年から1169年までの10年間を指す十年紀。

## できごと

### 1164年
- 平重盛、正三位に叙される。

### 1165年
- 二条天皇が譲位し、第79代六条天皇が即位。

### 1167年
- 平清盛、太政大臣となる。

### 1168年
- 六条天皇が譲位し、第80代高倉天皇が即位。

### 1169年
- サラーフッディーンがエジプトの支配者となり、アイユーブ朝を興す。

## 地域ごとの概況

### 東アジア

#### 日本
日本初の武家政権である平氏政権が京都に成立した。